# 4110 Keats
A 4110 Keats (ideiglenes jelöléssel 1977 CZ) a Naprendszer kisbolygóövében található aszteroida. Edward L. G. Bowell fedezte fel 1977. február 13-án.